# 채송아
채송아(1980년~)는 대한민국의 배우이다.

## 학력
- 상명대학교 영화학 학사

## 출연 작품

### 드라마
- 2020년 MBC every1 화요드라마 《연애는 귀찮지만 외로운 건 싫어!》 ... 하미란 역
- 2018년 SBS 월화드라마 《복수가 돌아왔다》 ... 박민희 역
- 2015년 O'live 드라마 《나에게 건배》
- 2014년 KBS 《드라마 스페셜 - 칠흑》 ... 공혜숙 역
- 2014년 KBS 《드라마 스페셜 - 그 여름의 끝》
- 2014년 SBS 주말극장《기분 좋은 날》
- 2014년 SBS 일일드라마《잘 키운 딸 하나》
- 2013년 KBS 월화드라마 《굿 닥터》
- 2007년 SBS 월화드라마 《강남엄마 따라잡기》
- 2006년 OCN 드라마 《썸데이》
- 2006년 SBS 아침연속극 《사랑도 미움도》 ... 지성연 역
- 2005년 SBS 미니시리즈 《사랑은 기적이 필요해》

### 영화
- 2018년 《해피투게더》
- 2006년 《그해 여름》

### 연극
- 2011년《블루룸》
- 2010년《오월엔 결혼할거야》 ... 최서연 역
- 2010년《애자》 ... 박애자 역